# Valet
En valet (engelska, IPA /ˈvæleɪ/), är en personlig betjänt åt en socialt högt uppsatt man, särskilt i Storbritanniens stånds‑ och klassamhälle. Varje gentleman (i betydelsen ”ekonomiskt oberoende”) av någon betydenhet i Storbritannien hade en valet ungefär fram till andra världskriget.
Ungefärliga svenska motsvarigheter är kammartjänare och betjänt.

## Ställning i hushållet
En valet står sin herre nära, och måste därför vara diskret, mer än en butler. Annat tjänstefolk håller distans till valeten. Han är en ensam man, nästan alltid ungkarl, på grund av de ständiga resorna.
Valeten var närmast underordnad butlern (hushållets tre främsta tjänare var butlern, the housekeeper och kokerskan). En valet skall icke misstagas för en butler, som ansvar för huset, inte för husbondens bekvämlighet.

## Arbetsuppgifter
En valets främsta plikt är att göra sin herres liv angenämt, särskilt på resor. Han sköter sin herres och sina egna kläder, och husbondens bekvämlighet. På resor ansvarar han för alla reseeffekter, och sköter bokningar och biljettköp. Han sköter alla kontakter med hotellanställda och annan servicepersonal. Vid jakt sköter han vapen och laddning.

## I fiktion
Den mest kända fiktiva valeten i böcker och i TV‑serier är Jeeves i Jeeves och Wooster.

## Etymologi
Engelska valet kommer af fornfranska valet, sidoform till vaslet, från galloromanska *vassellittus, (page, ung ädling) diminutiv av medeltidslatinska vassallus, av latin vassus (tjänare), lånat från en keltisk rot *wasso‐ (ung man).